# Swordsman (comics)
Pour les articles homonymes, voir Swordsman.
Jacques Duquesne, alias Swordsman (le « Spadassin » ou le « Sabreur » en VF) est un super-héros évoluant dans l’univers Marvel de la maison d’édition Marvel Comics. Créé par le scénariste Stan Lee et le dessinateur Don Heck, le personnage de fiction apparaît pour la première fois dans le comic book The Avengers (vol. 1) #19 en août 1965.
Bien qu'il ait été présenté pour la première fois en tant qu'ennemi de Œil-de-faucon (Hawkeye) et des Vengeurs, le personnage est depuis apparu à la fois en tant que super-villain et super-héros.
Par la suite, plusieurs autres personnages ont utilisé l’identité et le costume du Swordsman, dont Andreas von Strucker (Fenris) quand il a fait partie de l’équipe des Thunderbolts.

## Biographie du personnage

### Origines
Le premier Swordsman, Jacques Duquesne, est une vedette de cirque grâce à son extrême habileté à manier l'épée. Alors que Clint Barton (le futur Œil-de-faucon) est apprenti dans le même cirque, Duquesne lui enseigne l’art de bien viser à l'arc. Barton le surprend plus tard en train de voler de l’argent et, après un combat, les deux se perdent de vue.
Plus tard, Swordsman affronte l'équipe des Vengeurs.
Après avoir été téléporté au cours d'un combat par le Mandarin, ce dernier essaye de l’utiliser comme taupe au sein des Vengeurs. Après un subterfuge du Mandarin, Swordsman est effectivement admis comme membre de l’équipe. Mais, refusant de faire sauter une bombe qui aurait tué ses coéquipiers, Swordsman abandonne le Mandarin et s’enfuit.

### Parcours
Malgré quelques apparitions par la suite, le personnage du Swordsman connaît véritablement une ampleur avec la saga de la « Madonne céleste ». Après avoir rencontré au Vietnam une tenancière de bar aux étranges pouvoirs, nommée Mantis, il se laisse convaincre de rejoindre les Vengeurs pour devenir réellement un héros. Jaloux de la Vision, que Mantis semble courtiser, il perd un peu le nord et, finalement, se sacrifie pour l’équipe.
Il est alors fusionné avec une race extra-terrestre, les Cotati (en), qui recherche la « Madonne céleste » et la trouve finalement en la personne de Mantis. Le corps réanimé du Swordsman s’unit ensuite avec Mantis et les deux disparaissent dans un éclair d’énergie. On apprend par la suite dans une aventure du Surfer d'argent que Mantis et le doyen des  Cotatis (incarné dans Swordsman) ont conçu un enfant. Celui-ci, nommé Sequoia (dit également « Quoi ») sera le « Messie céleste ».
Considérés comme des alliés par les Vengeurs, le père et le fils vont pourtant les trahir lorsque les Cotatis vont envahir la Terre, bien décidés à y éradiquer toute vie animale. L’entité Swordsman/Cotati sera tuée par la Panthère noire lorsque cette invasion échouera.

## Pouvoirs et capacités
Bien qu'il ne disposait d'aucun super-pouvoir, Jacques Duquesne était un athlète de niveau olympique, possédant la force normale d’un homme de son âge et de sa constitution qui pratiquait régulièrement des exercices physiques soutenus.
Maître escrimeur et maître d’armes en ce qui concerne toutes les armes blanches, et plus particulièrement les différents types d’épées, durant toute sa vie Swordsman a été peut-être sans égal dans ce domaine. Il possédait également des dons exceptionnels dans diverses formes de combat à mains nues.
Dès sa première rencontre avec le Mandarin, ce dernier l'équipa d’accessoires particuliers adaptés de la technologie makluenne. Ces gadgets se déclenchaient en appuyant sur plusieurs boutons installés sur la garde de l’épée du Swordsman. Cela lui permettaient notamment de projeter un rayon d’énergie de force de concussion (force de choc), un rayon désintégrant, un large jet de flamme, une décharge d’énergie électrique similaire à la foudre, et même un jet de gaz rendant un ennemi temporairement inconscient.

## Autres personnages nommés Swordsman

### Philip Javert
Philip Javert est un citoyen français d'une autre terre, et est connu en tant que super héros de cette dernière, sous l'identité du Swordsman. Il s'agit du troisième swordsman combattant sur la terre 616. Il est actuellement en vie.[réf. nécessaire]

### Andreas von Strucker
Andreas von Strucker et sa sœur Andrea pouvaient déclencher leurs pouvoirs par simple contact physique, généralement en se tenant la main.
À la mort d’Andrea, son jumeau enveloppe la garde de son épée avec la peau de sa sœur et ses pouvoirs (à base d’énergie) peuvent alors se manifester par l’intermédiaire de la lame. Il devient alors le nouveau Swordsman et rejoint les Thunderbolts.
Après la séparation des principaux membres de cette équipe, de nouveaux membres sont engagés. Norman Osborn le convainc de rejoindre cette nouvelle équipe, en lui promettant de créer un clone adulte de sa sœur en échange.

## Apparitions dans d'autres médias

### Télévision
Interprétée par Tony Dalton dans l'univers cinématographique Marvel
- 2021 : Hawkeye
- 2025 : Daredevil: Born Again